# Schematizella
Schematizella is een geslacht van kevers uit de familie bladkevers (Chrysomelidae).
De wetenschappelijke naam van het geslacht werd in 1888 gepubliceerd door Martin Jacoby.

## Soorten
- Schematizella brevicornis Laboissiere, 1940
- Schematizella burgeoni Laboissiere, 1922
- Schematizella cameruna (Laboissiere, 1927)
- Schematizella castanea (Laboissiere, 1940)
- Schematizella erythrocephala (Laboissiere, 1920)
- Schematizella flava (Clark, 1865)
- Schematizella ghesquierei Laboissiere, 1940
- Schematizella marlieri Laboissiere, 1940
- Schematizella pulchella Laboissiere, 1940
- Schematizella puncticollis Laboissiere, 1940
- Schematizella smaragdina (Laboissiere, 1929)
- Schematizella tropica (Baly, 1879)